# Formica transkaucasica
Formica transkaucasica é uma espécie de formiga do gênero Formica, pertencente à subfamília Formicinae.